# Dawit Salkaliani

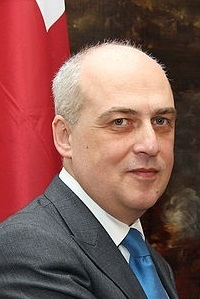
Dawit Salkaliani, 2013

Dawit Salkaliani (georgisch დავით ზალკალიანი; * 27. Februar 1968 in Tiflis) ist der Botschafter Georgiens in den Vereinigten Staaten. Zuvor war er vom 21. Juni 2018 bis zum 4. April 2022 georgischer Außenminister. Er ist Karrierediplomat.

## Karriere
Im Jahr 1992, kurz nach der Wiedererlangung der Unabhängigkeit Georgiens, nahm Dawit Salkaliani seine diplomatische Tätigkeit als Attaché in der Abteilung für Internationale Organisationen des georgischen Außenministeriums auf und stieg innerhalb der folgenden drei Jahre bis zum Jahr 1995 zum stellvertretenden Abteilungsleiter auf. Es war eine wichtige Herausforderung, Georgien in internationalen Organisationen zu etablieren und sich an deren Aktivitäten zu beteiligen. Zu dieser Zeit vertiefte Georgien die Zusammenarbeit mit der Europäischen Union, die Georgien im Jahr 1992 als unabhängigen Staat anerkannte. Die Zusammenarbeit konzentrierte sich zwischen Georgien und der EU hauptsächlich auf humanitäre und technische Fragen, an denen Dawit Salkaliani beteiligt war.
Von 1996 bis 2000 setzte Dawit Salkaliani seine diplomatische Tätigkeit als Botschaftsrat in der georgischen Botschaft in Österreich fort. Salkaliani war aktiv an dem Verhandlungsprozess des Vertrags über konventionelle Streitkräfte in Europa beteiligt, ebenso wie an den Gipfeltreffen der OSZE in Budapest 1994, Lissabon 1996 und in Istanbul 1999. Dawit Salkaliani nahm an den Verhandlungen über den Abzug russischer Militärs aus Georgien teil. Während seiner Zeit in der georgischen Botschaft in Österreich wurde die Botschaft von dem georgischen Diplomaten Lewan Mikeladse geleitet, mit dem Salkaliani später zusammen in die Politik gehen sollte.
In den Jahren 2000–2001 setzte Dawit Salkaliani seine Karriere zunächst in der Abteilung für Europäische Angelegenheiten im Range eines Rates fort. Sein Arbeitsgebiet umfasste die Vertiefung der bilateralen Beziehungen zu den europäischen Ländern. In den Jahren 2001–2002 kehrte Salkaliani nach Wien zurück, wo er den Posten des stellvertretenden ständigen Vertreters von Georgien einnahm.
2002–2004 setzte Dawit Salkaliani seine Tätigkeit als Botschaftsrat ersten Grades in der georgischen Botschaft in den USA fort, welche in der Zeit auch für Kanada und Mexiko zuständig war. Seine Amtszeit in den Vereinigten Staaten ist mit der Verstärkung der US-Verteidigungshilfe für Georgien verbunden.
Nach seiner diplomatischen Mission in den USA wurde Salkaliani zum Außerordentlichen und bevollmächtigten Botschafter Georgiens in Usbekistan und Tadschikistan ernannt. In dieser Zeit vertieften sich die bilateralen Beziehungen zwischen den Ländern in politischer und wirtschaftlicher Hinsicht. 2007 nahm Salkaliani den Posten des Abteilungsleiters für globale Angelegenheiten im Außenministerium ein, danach war er ein Jahr lang als Sonderbeauftragter des Ministeriums tätig. Im Jahr 2008 wurde Salkaliani zum außerordentlichen und bevollmächtigten Botschafter in Belarus ernannt.
Dawit Salkaliani verließ im Jahr 2009 den Posten des Botschafters und schloss sich zusammen mit seinen Mitstreitern den politischen Prozessen in Georgien an. Er beteiligte sich aktiv an der Gründung der Partei Freie Demokraten, die am 1. Oktober 2012 als Bestandteil der großen Koalition Georgischer Traum die Parlamentswahlen gewann. So wurde im georgischen Parlament die Fraktion Freie Demokraten gebildet. Salkaliani wurde zum ersten Vize-Außenminister Georgiens ernannt.
Seit seiner Ernennung zum ersten stellvertretenden Außenminister Georgiens war Dawit Salkaliani neben anderen wichtigen Prozessen an der Vorbereitung des Assoziierungsabkommens zwischen Georgien und der Europäischen Union aktiv beteiligt. Als offizieller Vertreter der georgischen Seite führte er die Verhandlungen für Georgien. Nach dem erfolgreichen Abschluss der Verhandlungen wurde am 27. Juni 2014 ein historisch bedeutendes Abkommen – das Assoziierungsabkommen zwischen Georgien und der Europäischen Union – unterschrieben, das die sogenannte Tiefe und Umfassende Freihandelszone (DCFTA) mit einschließt und konkrete Mechanismen für die Annäherung an die EU vorsieht. In den Jahren 2012 bis 2014 war Salkaliani der Verhandlungsführer bei den Internationalen Genfer-Gesprächen und Co-Vorsitzender der Arbeitsgruppen des US-Georgia Strategic Partnership Charter.
Im Jahr 2015 verließ Dawit Salkaliani das Außenministerium und nahm eine Tätigkeit als Generaldirektor in der frisch gegründeten Levan Mikeladze Stiftung auf. Während seiner Tätigkeit in der Stiftung gehörte es zu seinem Aufgabenfeld, Forschungen in Staatswissenschaften und Advocacy-Projekte durchzuführen, für Diplomaten Karrieremöglichkeiten zu verbessern und akademische sowie öffentliche Diskussionen über außenpolitische Prioritäten Georgiens zu führen.
In den Jahren 2016–2018 nahm Dawit Salkaliani erneut den Posten des ersten Vize-Außenministers ein und wurde am 21. Juni 2018 schließlich zum Außenminister von Georgien ernannt. Ab Januar 2021 war er zudem stellvertretender Premierminister.
Am 4. April 2022 wurde zum Botschafter Georgiens in den Vereinigten Staaten ernannt.

## Bildung
Im Jahr 1992 schloss Dawit Salkaliani ein Studium an der Iwane-Dschawachischwili-Universität mit Schwerpunkt internationales Recht ab. Er spricht Englisch und Russisch.

## Familie
Er ist verheiratet und hat zwei Kinder.